# 卡佩斯泰尔德玛丽-加朗特
卡佩斯泰尔德玛丽-加朗特（法語：Capesterre-de-Marie-Galante，法語發音：[kapɛstɛʁ də maʁi ɡalɑ̃t]，意为“玛丽-加朗特岛的卡佩斯泰尔”）是法国海外省瓜德罗普的一个市镇，位于玛丽-加朗特岛，属于巴斯特尔区。

## 地理
卡佩斯泰尔德玛丽-加朗特（15°53'33"N, 61°13'16"W）面积46.19 平方千米。与卡佩斯泰尔德玛丽-加朗特接壤的市镇（或旧市镇、城区）包括：圣路易、格朗堡。
卡佩斯泰尔德玛丽-加朗特的时区为UTC−04:00（大西洋时区）。

## 行政
卡佩斯泰尔德玛丽-加朗特的邮政编码为97140，INSEE市镇编码为97108。

## 政治
卡佩斯泰尔德玛丽-加朗特所属的省级选区为玛丽-加朗特县。

## 人口
卡佩斯泰尔德玛丽-加朗特于2022年1月1日时的人口数量为3150人。

1962-2008年间卡佩斯泰尔德玛丽-加朗特人口变化图示